# Список глав правительства Нидерландов
Премье́р-мини́стр Нидерла́ндов (официально — мини́стр-президе́нт, нидерл. Minister-President van Nederland) является политическим лидером Нидерландов и главой её правительства. Премьер-министр и члены правительства назначаются и освобождаются от должности указом короля. Обычно является лидером партии, имеющей крупнейшую фракцию во Второй нижней палате Генеральных штатов. С 1937 года также является министром по общим вопросам.
Пост главы правительства был учреждён Конституцией 1848 года (ранее кабинет возглавлял король) и до 1945 года именовался председа́тель Сове́та мини́стров (нидерл. Voorzitter van de ministerraad). Премьер-министр председательствует на еженедельных заседаниях правительства и имеет право устанавливать повестку дня этих заседаний. Он также еженедельно встречается с королём для согласования политики правительства. Совет министров рассматривает и принимает решения по вопросам общей политики правительства и содействия его деятельности. Указ короля о назначении премьер-министра, а также о назначении или освобождении от должности министров и государственных секретарей контрасигнуются премьер-министром.

## Резиденция
Офис премьер-министра находится в малой башне (нидерл. Het Torentje) комплекса правительственных зданий Бинненхоф в Гааге (на верхнем снимке), а официальная резиденция (которая используется с 1963 года только для официальных встреч и приёмов) — во дворце Катсхёйс рядом с Гаагой (на нижнем снимке).

## Список премьер-министров
|                 | Портрет          | Имя (годы жизни) | Полномочия                                                                     | Полномочия | Партия | Выборы | Кабинет                    | Пр.               |
| Начало          | Портрет          | Имя (годы жизни) | Окончание                                                                      | | Партия | Выборы | Кабинет                    | Пр.               |
| --------------- | ---------------- | --- | ------------------------------------------------------------------------------ | --- | --- | --- | -------------------------- | ----------------- |
| 1               |                  | Геррит, граф Схиммелпеннинк (1794—1863) нидерл. Gerrit graaf Schimmelpenninck                                                       | 25 марта 1848                                                                  | 17 мая 1848 | независимый | | Схиммелпеннинк             | [ 4 ]             |
| 2               |                  | Дирк Донкер Кюртиюс (1792—1864) нидерл. Dirk Donker Curtius                                                                         | 17 мая 1848                                                                    | 4 июня 1849 | независимый | 1848 | Кюртиюс — Кемпенар         | [ 5 ]             |
| 3               |                  | Якобус Маттеус де Кемпенар (1793—1870) нидерл. Jacobus Mattheüs de Kempenaer                                                        | 4 июня 1849                                                                    | 1 ноября 1849 | независимый | 1848 | Кюртиюс — Кемпенар         | [ 6 ]             |
| 4 (I)           |                  | Йохан Рудольф Торбеке (1798—1872) нидерл. Johan Rudolph Thorbecke                                                                   | 1 ноября 1849                                                                  | 19 апреля 1853 | независимый | 1850 1852 | Торбеке (I)                | [ 7 ] [ 8 ] [ 9 ] |
| 5 (I)           |                  | Флорис Адриан ван Халл (1791—1866) нидерл. Floris Adriaan van Hall                                                                  | 19 апреля 1853                                                                 | 1 июля 1856 | независимый | 1853 1854 | ван Халл (I)               | [ 10 ] [ 11 ]     |
| 6               |                  | Юстинус Якоб Леонард ван дер Брюгген (1804—1863) нидерл. Justinus Jacob Leonard van der Brugghen                                    | 1 июля 1856                                                                    | 18 марта 1858 | независимый | 1856 | ван дер Брюгген            | [ 12 ] [ 13 ]     |
| 7               |                  | Ян Якоб Рохюссен (1797—1871) нидерл. Jan Jacob Rochussen                                                                            | 18 марта 1858                                                                  | 23 февраля 1860 | независимый | 1858 | Рохюссен                   | [ 14 ] [ 15 ]     |
| 5 (II)          |                  | Флорис Адриан, барон ван Халл (1791—1866) нидерл. Floris Adriaan baron van Hall                                                     | 23 февраля 1860                                                                | 14 марта 1861 | независимый | 1860 | ван Халл (II)              | [ 10 ] [ 11 ]     |
| 8               |                  | Якоб Питер Помпеюс, барон ван Зёйлен ван Нейевелт (1816—1890) нидерл. Jacob Pieter Pompejus, baron van Zuylen van Nijevelt          | 14 марта 1861                                                                  | 10 ноября 1861 | независимый | 1860 | ван Нейевелт — ван Хемстра | [ 16 ]            |
| 9               |                  | Схелто, барон ван Хемстра (1807—1864) нидерл. Schelto baron van Heemstra                                                            | 10 ноября 1861                                                                 | 1 февраля 1862 | независимый | 1860 | ван Нейевелт — ван Хемстра | [ 17 ]            |
| 4 (II)          |                  | Йохан Рудольф Торбеке нидерл. Johan Rudolph Thorbecke (1798—1872)                                                                   | 1 февраля 1862                                                                 | 10 февраля 1866 | независимый | 1862 1864 | Торбеке (II)               | [ 7 ] [ 8 ] [ 9 ] |
| 10              |                  | Исаак Дигнус Франсен ван де Пютте (1822—1902) нидерл. Isaäc Dignus Fransen van de Putte                                             | 10 февраля 1866                                                                | 1 июня 1866 | независимый | | ван де Пютте               | [ 18 ] [ 19 ]     |
| 11              |                  | Юлиус Филип Якоб Адриан, граф ван Зёйлен ван Нейевелт (1819—1894) нидерл. Julius Philip Jacob Adriaan graaf van Zuylen van Nijevelt | 1 июня 1866                                                                    | 4 июня 1868 | независимый | 1866, июнь 1866, октябрь 1868 | ван Зёйлен ван Нейевелт    | [ 20 ]            |
| 12              |                  | Питер Филип ван Боссе (1809—1879) нидерл. Pieter Philip van Bosse                                                                   | 4 июня 1868                                                                    | 4 января 1871 | независимый | 1869 | ван Боссе                  | [ 21 ]            |
| 4 (III)         |                  | Йохан Рудольф Торбеке (1798—1872) нидерл. Johan Rudolph Thorbecke                                                                   | 4 января 1871                                                                  | 4 июня 1872 | независимый | 1871 | Торбеке (III)              | [ 7 ] [ 8 ] [ 9 ] |
| 13              |                  | Геррит Абрахамсон де Врис (1818—1900) нидерл. Gerrit Abrahamszoon de Vries                                                          | 4 июня 1872                                                                    | 27 августа 1874 | независимый | 1873 | де Врис                    | [ 22 ]            |
| 14 (I)          |                  | Ян Хемскерк Абрахамсон (1818—1897) нидерл. Jan Heemskerk Abrahamszoon                                                               | 27 августа 1874                                                                | 3 ноября 1877 | независимый | 1875 1877 | Ян Хемскерк (I)            | [ 23 ]            |
| 15              |                  | Йоханнес Каппейне ван де Коппелло (1822—1895) нидерл. Joannes Kappeyne van de Coppello                                              | 3 ноября 1877                                                                  | 20 августа 1879 | независимый | | ван де Коппелло            | [ 24 ]            |
| 16              |                  | Константин Теодор, граф ван Линден ван Санденбюрг (1826—1885) нидерл. Constantijn Theodoor graaf van Lynden van Sandenburg          | 20 августа 1879                                                                | 23 апреля 1883 | независимый | 1879 1881 | ван Линден ван Санден.     | [ 25 ]            |
| 14 (II)         |                  | Ян Хемскерк Абрахамсон (1818—1897) нидерл. Jan Heemskerk Abrahamszoon                                                               | 23 апреля 1883                                                                 | 20 апреля 1888 | независимый | 1883 1884 1886 1887 | Ян Хемскерк (II)           | [ 23 ]            |
| 17              |                  | Энеас, барон Маккай (1838—1909) нидерл. Æneas baron Mackay                                                                          | 20 апреля 1888                                                                 | 21 августа 1891 | Антиреволюционная партия | 1888 | Маккай                     | [ 26 ]            |
| 18              |                  | Гейсберт ван Тинховен (1841—1914) нидерл. Gijsbert van Tienhoven                                                                    | 21 августа 1891                                                                | 9 мая 1894 | независимый | 1891 | ван Тинховен               | [ 27 ]            |
| 19              |                  | Йоан Рёэлл (1844—1914) нидерл. Joan Röell (или Roëll)                                                                               | 9 мая 1894                                                                     | 27 июля 1897 | независимый | 1894 | Рёэлл                      | [ 28 ]            |
| 20              |                  | Николас Герард Пирсон (1839—1909) нидерл. Nicolaas Gerard Pierson                                                                   | 27 июля 1897                                                                   | 1 августа 1901 | Либеральный союз | 1897 | Пирсон                     | [ 29 ]            |
| 21              |                  | Абрахам Кёйпер (1837—1920) нидерл. Abraham Kuyper                                                                                   | 1 августа 1901                                                                 | 17 августа 1905 | Антиреволюционная партия | 1901 | Кёйпер                     | [ 30 ] [ 31 ]     |
| 22              |                  | Теодор Херман де Местер (1851—1919) нидерл. Theodoor Herman de Meester                                                              | 17 августа 1905                                                                | 12 февраля 1908 | Либеральный союз | 1905 | де Местер                  | [ 32 ]            |
| 23              |                  | Теодорюс Хемскерк (1852—1932) нидерл. Theodorus Heemskerk                                                                           | 12 февраля 1908                                                                | 29 августа 1913 | Антиреволюционная партия | 1909 | Тео Хемскерк               | [ 33 ]            |
| 24              |                  | Питер Вилхелм Адрианюс Корт ван дер Линден (1846—1935) нидерл. Pieter Wilhelm Adrianus Cort van der Linden                          | 29 августа 1913                                                                | 9 сентября 1918 | независимый | 1913 1917 | Корт ван дер Линден        | [ 34 ] [ 35 ]     |
| 25 (I—II)       |                  | Шарль Йозеф Мари Рёйс де Беренбрук (1873—1936) нидерл. Charles Joseph Marie Ruijs de Beerenbrouck                                   | 9 сентября 1918                                                                | 18 сентября 1922 | Римско-католическая государственная партия в коалиции с Антиреволюционной партией и Христианско-историческим союзом                                                                             | 1918 | Рёйс де Беренбрук (I)      | [ 36 ]            |
| 25 (I—II)       | 18 сентября 1922 | Шарль Йозеф Мари Рёйс де Беренбрук (1873—1936) нидерл. Charles Joseph Marie Ruijs de Beerenbrouck                                   | 4 августа 1925                                                                 | 1922 | Римско-католическая государственная партия в коалиции с Антиреволюционной партией и Христианско-историческим союзом                                                                             | Рёйс де Беренбрук—II |                            | [ 36 ]            |
| 26 (I)          |                  | Хендрикюс Колейн (1869—1944) нидерл. Hendrikus Colijn                                                                               | 4 августа 1925                                                                 | 8 марта 1926 | Антиреволюционная партия в коалиции с Римско-католической государственной партией и Христианско-историческим союзом                                                                             | 1925 | Колейн (I)                 | [ 37 ] [ 38 ]     |
| 27 (I)          |                  | Дирк Ян де Гер (1870—1960) нидерл. Dirk Jan de Geer                                                                                 | 8 марта 1926                                                                   | 20 августа 1929 | Христианско-исторический союз в коалиции с Римско-католической государственной партией и Антиреволюционной партией                                                                              | 1925 | де Гер (I)                 | [ 39 ] [ 40 ]     |
| 25 (III)        |                  | Шарль Йозеф Мари Рёйс де Беренбрук (1873—1936) нидерл. Charles Joseph Marie Ruijs de Beerenbrouck                                   | 20 августа 1929                                                                | 26 мая 1933 | Римско-католическая государственная партия в коалиции с Антиреволюционной партией и Христианско-историческим союзом                                                                             | 1929 | Рёйс де Беренбрук (III)    | [ 36 ]            |
| 26 (II—V)       |                  | Хендрикюс Колейн (1869—1944) нидерл. Hendrikus Colijn                                                                               | 26 мая 1933                                                                    | 31 июля 1935 | Антиреволюционная партия в коалиции с Римско-католической государственной партией, Христианско-историческим союзом, Либеральной государственной партией и Свободомыслящей демократической лигой | 1933 | Колейн (II)                | [ 37 ] [ 38 ]     |
| 26 (II—V)       | 31 июля 1935     | Хендрикюс Колейн (1869—1944) нидерл. Hendrikus Colijn                                                                               | 24 июня 1937                                                                   | Колейн (III) | Антиреволюционная партия в коалиции с Римско-католической государственной партией, Христианско-историческим союзом, Либеральной государственной партией и Свободомыслящей демократической лигой | 1933 |                            | [ 37 ] [ 38 ]     |
| 26 (II—V)       | 24 июня 1937     | Хендрикюс Колейн (1869—1944) нидерл. Hendrikus Colijn                                                                               | 25 июля 1939                                                                   | Антиреволюционная партия в коалиции с Римско-католической государственной партией и Христианско-историческим союзом | 1937 | Колейн (IV) |                            | [ 37 ] [ 38 ]     |
| 26 (II—V)       | 25 июля 1939     | Хендрикюс Колейн (1869—1944) нидерл. Hendrikus Colijn                                                                               | 10 августа 1939                                                                | Антиреволюционная партия в коалиции с Христианско-историческим союзом и Либеральной государственной партией | 1937 | Колейн (V) |                            | [ 37 ] [ 38 ]     |
| 27 (II)         |                  | Дирк Ян Гер (1870—1960) нидерл. Dirk Jan de Geer После 13 мая 1940 года — правительство в изгнании (в Лондоне)                      | 10 августа 1939                                                                | 3 сентября 1940 | 1937 | Христианско-исторический союз в коалиции с Римско-католической государственной партией, Антиреволюционной партией, Социал-демократической рабочей партией и Свободомыслящей демократической лигой     | де Гер (II)                | [ 39 ] [ 40 ]     |
| 28 (I—III)      |                  | Питер Шурдс Гербранди (1885—1961) нидерл. Pieter Sjoerds Gerbrandy До 23 мая 1945 года — правительства в изгнании (в Лондоне)       | 3 сентября 1940                                                                | 28 июля 1941 | 1937 | Антиреволюционная партия в коалиции с Римско-католической государственной партией, Социал-демократической рабочей партией, Христианско-историческим союзом и Свободомыслящей демократической лигой    | Гербранди (I)              | [ 41 ] [ 42 ]     |
| 28 (I—III)      | 28 июля 1941     | Питер Шурдс Гербранди (1885—1961) нидерл. Pieter Sjoerds Gerbrandy До 23 мая 1945 года — правительства в изгнании (в Лондоне)       | 23 февраля 1945                                                                | Антиреволюционная партия в коалиции с Римско-католической государственной партией, Социал-демократической рабочей партией, Христианско-историческим союзом, Свободомыслящей демократической лигой и Либеральной государственной партией | 1937 | Гербранди (II) |                            | [ 41 ] [ 42 ]     |
| 28 (I—III)      | 23 февраля 1945  | Питер Шурдс Гербранди (1885—1961) нидерл. Pieter Sjoerds Gerbrandy До 23 мая 1945 года — правительства в изгнании (в Лондоне)       | 24 июня 1945                                                                   | Антиреволюционная партия в коалиции с Римско-католической государственной партией и Свободомыслящей демократической лигой | 1937 | Гербранди (III) |                            | [ 41 ] [ 42 ]     |
| 29              |                  | Виллем Схермерхорн (1894—1977) нидерл. Willem Schermerhorn                                                                          | 24 июня 1945                                                                   | 3 июля 1946 | 1937 | Свободомыслящая демократическая лига → Партия труда в коалиции с Антиреволюционной партией, Католической народной партией и, до объединения с нею в 1946 году, Социал-демократической рабочей партией | Схермерхорн                | [ 44 ]            |
|                 |                  | Виллем Схермерхорн (1894—1977) нидерл. Willem Schermerhorn                                                                          | 24 июня 1945                                                                   | 3 июля 1946 | 1937 | Свободомыслящая демократическая лига → Партия труда в коалиции с Антиреволюционной партией, Католической народной партией и, до объединения с нею в 1946 году, Социал-демократической рабочей партией | Схермерхорн                | [ 44 ]            |
| 30 (I)          |                  | Луи Йозеф Мариа Бел (1902—1977) нидерл. Louis Joseph Maria Beel                                                                     | 3 июля 1946                                                                    | 7 августа 1948 | Католическая народная партия в коалиции с Партией труда | 1946 | Бел (I)                    | [ 45 ] [ 46 ]     |
| 31 (I—IV)       |                  | Виллем Дрес (1886—1988) нидерл. Willem Drees                                                                                        | 7 августа 1948                                                                 | 15 марта 1951 | Партия труда в коалиции с Христианско-историческим союзом, Католической народной партией и Народной партией за свободу и демократию                                                             | 1948 | Дрес (I)                   | [ 47 ] [ 48 ]     |
| 31 (I—IV)       | 15 марта 1951    | Виллем Дрес (1886—1988) нидерл. Willem Drees                                                                                        | 2 сентября 1952                                                                | Партия труда в коалиции с Христианско-историческим союзом, Католической народной партией и Антиреволюционной партией | Дрес (II) | 1948 |                            | [ 47 ] [ 48 ]     |
| 31 (I—IV)       | 2 сентября 1952  | Виллем Дрес (1886—1988) нидерл. Willem Drees                                                                                        | 13 октября 1956                                                                | Партия труда в коалиции с Христианско-историческим союзом, Католической народной партией и Антиреволюционной партией | 1952 | Дрес (III) |                            | [ 47 ] [ 48 ]     |
| 31 (I—IV)       | 13 октября 1956  | Виллем Дрес (1886—1988) нидерл. Willem Drees                                                                                        | 22 декабря 1958                                                                | Партия труда в коалиции с Христианско-историческим союзом, Католической народной партией и Антиреволюционной партией | 1956 | Дрес (IV) |                            | [ 47 ] [ 48 ]     |
| 30 (II)         |                  | Луи Йосеф Мариа Бел нидерл. Louis Joseph Maria Beel (1902—1977)                                                                     | 22 декабря 1958                                                                | 19 мая 1959 | 1956 | Католическая народная партия в коалиции с Христианско-историческим союзом и Антиреволюционной партией                                                                                                 | Бел (II)                   | [ 45 ] [ 46 ]     |
| 32              |                  | Ян Эдюард де Квай (1901—1985) нидерл. Jan Eduard de Quay                                                                            | 19 мая 1959                                                                    | 24 июля 1963 | Католическая народная партия в коалиции с Католической народной партией, Антиреволюционной партией и Народной партией за свободу и демократию                                                   | 1959 | де Квай                    | [ 49 ]            |
| 33              |                  | Виктор Герард Мари Марейнен (1917—1975) нидерл. Victor Gerard Marie Marijnen                                                        | 24 июля 1963                                                                   | 14 апреля 1965 | Католическая народная партия в коалиции с Католической народной партией, Антиреволюционной партией и Народной партией за свободу и демократию                                                   | 1963 | Марейнен                   | [ 50 ]            |
| 34              |                  | Йозеф Мариа Лауренс Тео Калс (1914—1971) нидерл. Jozef Maria Laurens Theo Cals                                                      | 14 апреля 1965                                                                 | 22 ноября 1966 | Католическая народная партия в коалиции с Антиреволюционной партией и Партией труда | 1963 | Калс                       | [ 51 ]            |
| 35              |                  | Елле Зейлстра (1918—2001) нидерл. Jelle Zijlstra                                                                                    | 22 ноября 1966                                                                 | 5 апреля 1967 | Антиреволюционная партия в коалиции с Католической народной партией | 1963 | Зейлстра                   | [ 52 ]            |
| 36              |                  | Петрус Йозеф Ситзе де Йонг (1915—2016) нидерл. Petrus Jozef Sietze de Jong                                                          | 5 апреля 1967                                                                  | 6 июля 1971 | Католическая народная партия в коалиции с Антиреволюционной партией, Христианско-историческим союзом и Народной партией за свободу и демократию                                                 | 1967 | де Йонг                    | [ 53 ]            |
| 37 (I—II)       |                  | Баренд Виллем Бисхёвел (1920—2001) нидерл. Barend Willem Biesheuvel                                                                 | 6 июля 1971                                                                    | 9 августа 1972 | Антиреволюционная партия в коалиции с Католической народной партией, Христианско-историческим союзом, Народной партией за свободу и демократию и Демократическими социалистами '70              | 1971 | Бисхёвел (I)               | [ 54 ]            |
| 37 (I—II)       | 9 августа 1972   | Баренд Виллем Бисхёвел (1920—2001) нидерл. Barend Willem Biesheuvel                                                                 | 11 мая 1973                                                                    | Антиреволюционная партия в коалиции с Католической народной партией, Христианско-историческим союзом и Народной партией за свободу и демократию                                                                                         | 1972 | Бисхёвел (II) |                            | [ 54 ]            |
| 38              |                  | Йоханнес Мартен ден Эйл (1919—1987) нидерл. Johannes Marten den Uijl                                                                | 11 мая 1973                                                                    | 19 декабря 1977 | 1972 | Партия труда в коалиции с Католической народной партией, Антиреволюционной партией, Демократами 66 и Политической партией радикалов                                                                   | ден Эйл                    | [ 55 ]            |
| 39 (I—III)      |                  | Андреас Антониюс Мариа ван Агт (1931—2024) нидерл. Andreas Antonius Maria van Agt                                                   | 19 декабря 1977                                                                | 11 декабря 1981 | Католическая народная партия → Христианско-демократический призыв в коалиции с Народной партией за свободу и демократию                                                                         | 1977 | ван Агт (I)                | [ 57 ]            |
|                 |                  | Андреас Антониюс Мариа ван Агт (1931—2024) нидерл. Andreas Antonius Maria van Agt                                                   | 19 декабря 1977                                                                | 11 декабря 1981 | Католическая народная партия → Христианско-демократический призыв в коалиции с Народной партией за свободу и демократию                                                                         | 1977 |                            | [ 57 ]            |
| 11 декабря 1981 | 29 мая 1982      | Андреас Антониюс Мариа ван Агт (1931—2024) нидерл. Andreas Antonius Maria van Agt                                                   | Христианско-демократический призыв в коалиции с Партией труда и Демократами 66 | ван Агт (II) | | 1977 |                            | [ 57 ]            |
| 29 мая 1982     | 4 ноября 1982    | Андреас Антониюс Мариа ван Агт (1931—2024) нидерл. Andreas Antonius Maria van Agt                                                   | Христианско-демократический призыв в коалиции с Демократами 66                 | ван Агт (III) | | 1977 |                            | [ 57 ]            |
| 40 (I—III)      |                  | Рюдолфюс Франсискюс Мари Любберс (1939—2018) нидерл. Rudolphus Franciscus Marie Lubbers                                             | 4 ноября 1982                                                                  | 14 июля 1986 | Христианско-демократический призыв в коалиции с Народной партией за свободу и демократию | 1982 | Любберс (I)                | [ 58 ]            |
| 40 (I—III)      | 14 июля 1986     | Рюдолфюс Франсискюс Мари Любберс (1939—2018) нидерл. Rudolphus Franciscus Marie Lubbers                                             | 7 ноября 1989                                                                  | 1986 | Христианско-демократический призыв в коалиции с Народной партией за свободу и демократию | Любберс (II) |                            | [ 58 ]            |
| 40 (I—III)      | 7 ноября 1989    | Рюдолфюс Франсискюс Мари Любберс (1939—2018) нидерл. Rudolphus Franciscus Marie Lubbers                                             | 22 августа 1994                                                                | Христианско-демократический призыв в коалиции с Партией труда | 1989 | Любберс (III) |                            | [ 58 ]            |
| 41 (I—II)       |                  | Виллем Кок (1938—2018) нидерл. Willem Kok                                                                                           | 22 августа 1994                                                                | 3 августа 1998 | Партия труда в коалиции с Народной партией за свободу и демократию и Демократами 66 | 1994 | Кок (I)                    | [ 59 ]            |
| 41 (I—II)       | 3 августа 1998   | Виллем Кок (1938—2018) нидерл. Willem Kok                                                                                           | 22 июля 2002                                                                   | 1998 | Партия труда в коалиции с Народной партией за свободу и демократию и Демократами 66 | Кок (II) |                            | [ 59 ]            |
| 42 (I—IV)       |                  | Ян Петер Балкененде (1956—) нидерл. Jan Peter Balkenende                                                                            | 22 июля 2002                                                                   | 27 мая 2003 | Христианско-демократический призыв в коалиции с Народной партией за свободу и демократию и Списком Пима Фортёйна                                                                                | 2002 | Балкененде (I)             | [ 60 ]            |
| 42 (I—IV)       | 27 мая 2003      | Ян Петер Балкененде (1956—) нидерл. Jan Peter Balkenende                                                                            | 7 июля 2006                                                                    | Христианско-демократический призыв в коалиции с Народной партией за свободу и демократию и Демократами 66 | 2003 | Балкененде (II) |                            | [ 60 ]            |
| 42 (I—IV)       | 7 июля 2006      | Ян Петер Балкененде (1956—) нидерл. Jan Peter Balkenende                                                                            | 22 февраля 2007                                                                | Христианско-демократический призыв в коалиции с Народной партией за свободу и демократию | 2006 | Балкененде (III) |                            | [ 60 ]            |
| 42 (I—IV)       | 22 февраля 2007  | Ян Петер Балкененде (1956—) нидерл. Jan Peter Balkenende                                                                            | 14 октября 2010                                                                | Христианско-демократический призыв в коалиции с Партией труда и Христианским Союзом | 2006 | Балкененде (IV) |                            | [ 60 ]            |
| 43 (I—IV)       |                  | Марк Рютте (1967—) нидерл. Mark Rutte                                                                                               | 14 октября 2010                                                                | 5 ноября 2012 | Народная партия за свободу и демократию в коалиции с Христианско-демократическим призывом | 2010 | Рютте (I)                  | [ 61 ] [ 62 ]     |
| 43 (I—IV)       | 5 ноября 2012    | Марк Рютте (1967—) нидерл. Mark Rutte                                                                                               | 26 октября 2017                                                                | Народная партия за свободу и демократию в коалиции с Партией труда | 2012 | Рютте (II) |                            | [ 61 ] [ 62 ]     |
| 43 (I—IV)       | 26 октября 2017  | Марк Рютте (1967—) нидерл. Mark Rutte                                                                                               | 10 января 2022                                                                 | Народная партия за свободу и демократию в коалиции с партиями: Демократы 66, Христианско-демократический призыв, Христианский союз | 2017 | Рютте (III) |                            | [ 61 ] [ 62 ]     |
| 43 (I—IV)       | 10 января 2022   | Марк Рютте (1967—) нидерл. Mark Rutte                                                                                               | 2 июля 2024                                                                    | Народная партия за свободу и демократию в коалиции с партиями: Демократы 66, Христианско-демократический призыв, Христианский союз | 2021 | Рютте (IV) |                            | [ 61 ] [ 62 ]     |
| 44              |                  | Хендрикус Вилхелмус Мариа Схоф (1957—) нидерл. Hendrikus Wilhelmus Maria Schoof                                                     | 2 июля 2024                                                                    | действующий | независимый с участием Партии свободы (до 3 июня 2025 г.), Народной партии за свободу и демократию, Нового общественного договора и Фермерско-гражданского движения                             | 2023 | Схоф                       | [ 63 ]            |